# Südostasienspiele 2005/Karate
Das Karate-Turnier der 23. Südostasienspiele fand im Mandaue Kolosseum, in Mandaue City, Cebu, Philippinen statt. In verschiedenen Disziplinen nahmen die Athleten zwischen dem 27. und dem 29. November teil.
| XXXIII. SEA Games     | XXXIII. SEA Games |
| --------------------- | ----------------- |
|                       |                   |
| Name der Disziplin    | Karatedo          |
| Teilnehmende Nationen | 10                |
| Eröffnung             | 27. November 2005 |
| Beendet               | 29. November 2005 |

## Disziplinen
- Kumite (Vollkontakt)
- Kata (Formen)

## Medaillengewinner
| Event                                        | Gold                                 | Silver                                 | Bronze                                                        |
| -------------------------------------------- | ------------------------------------ | -------------------------------------- | ------------------------------------------------------------- |
| Einzel Kata, Herren                          | Ku Jin Keat ( Malaysia)              | Faizal Zainuddin ( Indonesien)         | Noel Espinosa ( Philippinen) Le Xuan Hung ( Vietnam)          |
| Herren Einzel Kumite (< 55 kg.)              | P. Ramasaniv ( Malaysia)             | HJ Johari ( Brunei)                    | Nguyen Pham Tran ( Vietnam) Bambang Mauloin ( Indonesien)     |
| Herren Einzel Kumite (< 60 kg.)              | Kunasilan Lakanathan ( Malaysia)     | Donny Dharmawan ( Indonesien)          | Sein Win ( Vietnam) P. Phouthvoung ( Laos)                    |
| Herren Einzel Kumite (< 65 kg.)              | Nelson Pacalso ( Philippinen)        | Nguyen B. Toan ( Vietnam)              | Ly Wai ( Malaysia) W. Kuaphol ( Thailand)                     |
| Herren Einzel Kumite (< 70 kg.)              | Vie B. Bang ( Vietnam)               | Sim Chung Hlang ( Brunei)              | Junel Perania ( Philippinen) S. Suwam ( Thailand)             |
| Herren Einzel Kumite (< 75 kg.)              | Christo Mondolu ( Indonesien)        | Rayner Kin Sion ( Malaysia)            | Mat Xuan Luong ( Vietnam) Tong Kit Siong ( Brunei)            |
| Herren Einzel Kumite (> 75 kg.)              | Umar Syarif ( Indonesien)            | Jarvis Anak Julain ( Malaysia)         | Joey Pabillore ( Philippinen) F. Chonlapham ( Thailand)       |
| Herren Einzel Kumite (Offene Gewichtsklasse) | Umar Syarlef ( Indonesien)           | Nguyen Ngoo Thanh ( Vietnam)           | Mahendran Supremaniam ( Malaysia) L. C. Jun ( Singapur)       |
| Herren Team Kata                             | Vietnam                              | Indonesien                             | Philippinen Malaysia                                          |
| Herren Team Kumite                           | Indonesien                           | Malaysia                               | Philippinen Vietnam                                           |
|                                              |                                      |                                        |                                                               |
| Damen Einzel-Kata                            | Lim Lee Lee ( Malaysia)              | Nguyen Hoang Ngan ( Vietnam)           | Stephanie Lim ( Philippinen) Ng Pei Yi ( Singapur)            |
| Damen Einzel Kumite (< 48 kg.)               | Unthi Nguyen ( Vietnam)              | Telly Melinda ( Indonesien)            | Mae Eso ( Philippinen) Jitican Ensuracan ( Thailand)          |
| Damen Einzel Kumite (< 53 kg.)               | Maria Marna Pabillore ( Philippinen) | Y. Torrattanawathana ( Thailand)       | Jenny Zeannet ( Indonesien) Dao Thi Tu Anh ( Vietnam)         |
| Damen Einzel Kumite (< 60 kg.)               | Nguyen Thi Hai ( Vietnam)            | Puspa Meonk ( Indonesien)              | Cherli Tugday ( Philippinen) Yamini Gopalasamy ( Malaysia)    |
| Damen Einzel Kumite (> 60 kg.)               | Gretchen Manalad ( Philippinen)      | Jamallaiah BT. Jammalludin ( Malaysia) | Nguyen Thi Nga ( Vietnam) Pushita Triana Gustin ( Indonesien) |
| Damen Einzel Kumite (Open weight)            | Y. Torrattanawathana ( Thailand)     | Yamini Gopalasamy ( Malaysia)          | Nguyen Thi Hai Yen ( Vietnam) Gretchen Mabalad ( Philippinen) |
| Damen Team Kata                              | Vietnam                              | Malaysia                               | Indonesien Myanmar                                            |
| Damen Team Kumite                            | Indonesien                           | Malaysia                               | Myanmar Vietnam                                               |